# Nowell Parr
Pour les articles homonymes, voir Parr.
Thomas Henry Nowell Parr, né en 1864 et mort le 23 septembre 1933, est un architecte britannique, membre du Royal Institute of British Architects, particulièrement connu pour la conception des bâtiments de pubs de l'ouest londonien parfois pour le compte de la Fuller's Brewery (en).

## Bâtiments notables

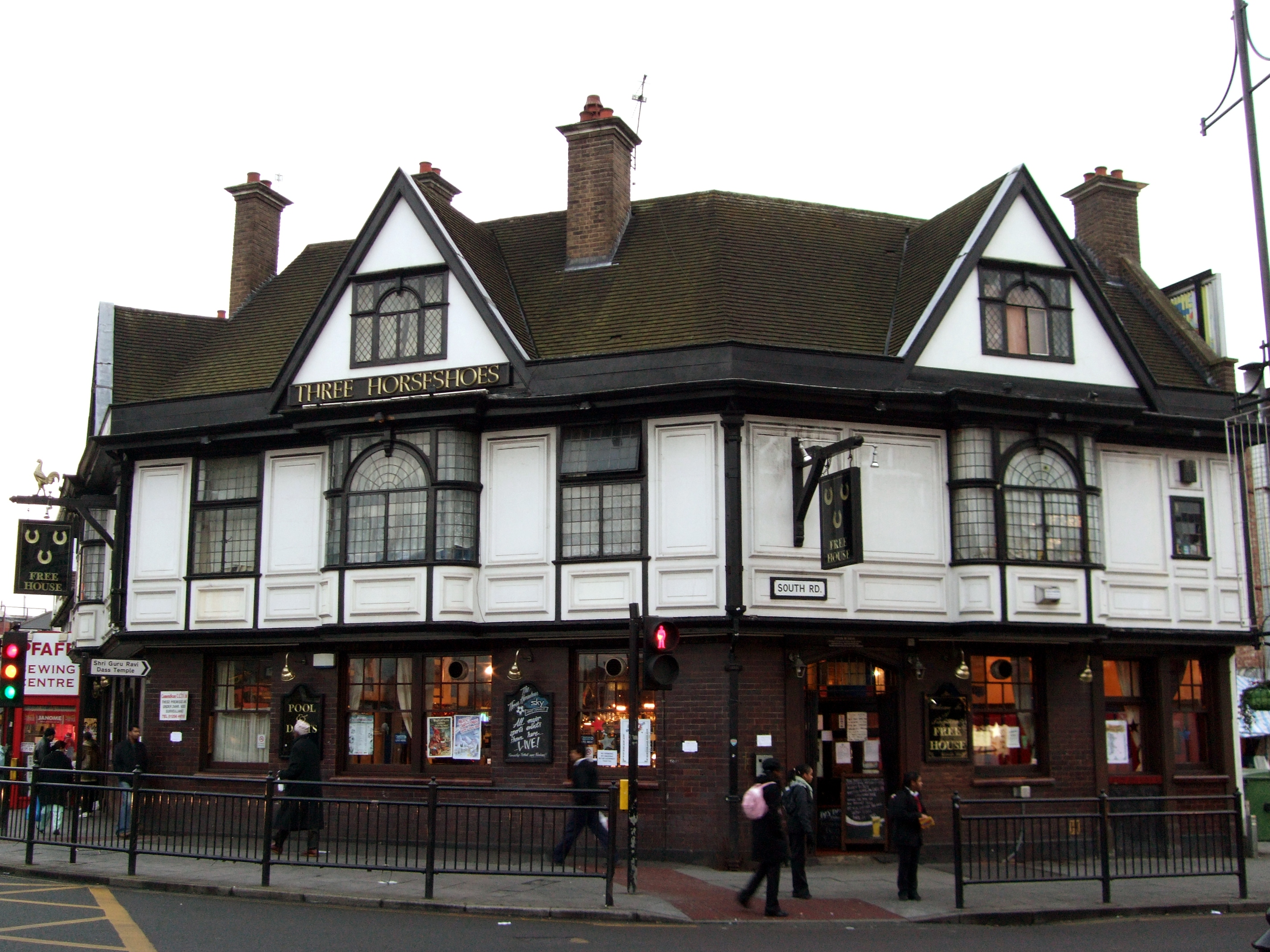
le pub Three Horseshoes à Southall.

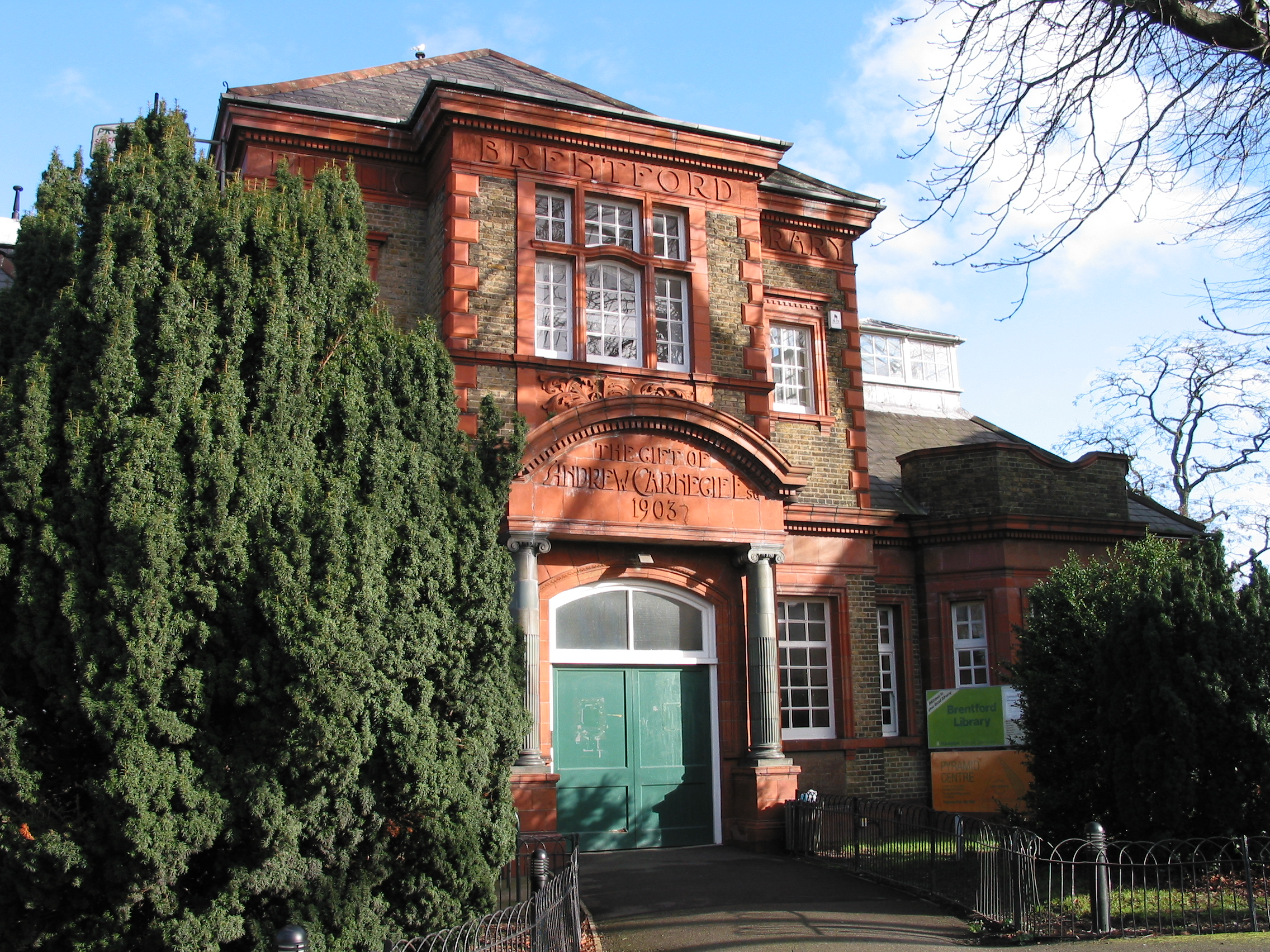
La bibliothèque publique de Brentford.

- Pub The Angel, 697 Uxbridge Road, Hayes, Middlesex, Grade II listed (1926)
- Pub The Beehive, 227 High Street, Brentford (1907)
- Boatmen's Institute, The Butts, Brentford ; Grade II listed (1904)
- Bains publics de Brentford, Clifden Road, Brentford ; Grade II listed (1895–96)
- Caserne de pompiers de Brentford, Brentford (1897), aujourd'hui convertie en bureaux
- Bibliothèque publique de Brentford ; Grade II listed (1904)
- Pub Devonshire House (auparavant nommé The Manor Tavern), Chiswick, Londres
- Pub The Duke of Kent, Ealing ; Grade II listed (1929)
- Pub The Duke of York, 107 Devonshire Road, Chiswick, Londres
- Pub The Forester, Northfields, Ealing, Grade II listed (1909)
- Pub The George, 28 Hammersmith Broadway, Hammersmith, Grade II listed (1911)
- Pub The Hole in the Wall, Chiswick, Londres
- Pub The Old Packhorse, Chiswick High Road, Chiswick, Londres ; Grade II listed (1905)
- Pub Pottery Arms, Claypond Lane, Brentford (1922)
- Pub The Three Horseshoes, Southall, Middlesex
- Pub Waterman's Arms, 1 Ferry Lane, Brentford